# Manfred Königstein
Manfred Königstein (* 1963 in Limburg an der Lahn) ist ein deutscher Ökonom und Hochschullehrer.

## Werdegang
Königstein studierte Volkswirtschaftslehre an der Universität Frankfurt am Main. Dort erhielt er 1991 einen Abschluss als Diplom-Volkswirt. Anschließend ging er nach Iowa City und erlangte dort 1992 einen M.A.-Abschluss in Economics. Seine Promotion erfolgte 1997 an der Humboldt-Universität zu Berlin mit der Dissertation Equity, Efficiency and Evolutionary Stability in Bargaining Games With Joint Production. An dieser Universität habilitierte er sich 2001 und übernahm als Privatdozent 2002 eine Lehrstuhlvertretung an der Universität des Saarlandes.
Königstein folgte 2002 einem Ruf auf den Lehrstuhl für Angewandte Mikroökonomie an die Staatswissenschaftliche Fakultät der Universität Erfurt. Von 2008 bis 2011 war er Dekan der Fakultät. Er ist Mitglied im Verein für Socialpolitik, Research Fellow des Instituts zur Zukunft der Arbeit und Mitglied des Wissenschaftlichen Beirats der German Economic Association of Business Administration. Er beschäftigt sich bei seiner Forschung mit der Mikroökonomik, mit Spieltheorie, Verhaltensökonomik und experimenteller Wirtschaftsforschung.
Im Mai 2018 unterzeichnete er den Aufruf Der Euro darf nicht in die Haftungsunion führen!, der von den Ökonomen Dirk Meyer, Thomas Mayer, Gunther Schnabl und Roland Vaubel initiiert wurde.

## Fußballtrainer
Königstein ist zudem seit 2001 als Fußballtrainer in Hessen aktiv und besitzt eine B-Trainerlizenz des DFB. Beim FCA Niederbrechen rief er 2003 eine jährliche Fußballsommerschule ins Leben. Beim FCA Niederbrechen war er bis 2017 aktiv.
Ab Juli 2017 war Königstein als Trainer bei der SG Nord (Senioren A-Liga Limburg-Weilburg) tätig, seit Mitte 2019 bei der U19-Mannschaft der JSG Brechen/Weyer.

## Publikationen (Auswahl)
- Equity, Efficiency and Evolutionary Stability in Bargaining Games With Joint Production, Springer-Verlag, Berlin und Heidelberg 2000, ISBN 978-3-540-66955-5.
- mit Werner Güth, Radosveta Ivanova Stenzel und Martin Strobe: Learning to Bid: An Experimental Study of Bid Function Adjustments in Auctions and Fair Division Games. In: The Economic Journal, 113, 4 (2003).
- mit Marie-Claire Villeval: Efficiency and Behavioral Considerations in Labor Negotiations. In: Journal of Economic Psychology, 31, 4 (2010), S. 599–611.
- mit Fabian Kleine und Balázs Rozsnyói: Voluntary Leadership in an Experimental Trust Game. In: Journal of Economic Behavior & Organization, 108 (2014), S. 442–452.